# 군청의 마그멜
《군청의 마그멜》(일본어: 群青のマグメル)은 중국의 격주간 만화 잡지 만화학(漫画行)에 게재된 중국의 디녠먀오(중국어: 第年秒)가 그린 만화로, 중국어 원제는 습우지국(중국어: 拾又之国)이다. 「소년 점프 +」에서 2015년 29호부터 연재중이며, 미개척 신대륙에서 탐험가들의 구조를 생업으로하는 주인공 인우와 그 동료들의 활약을 그린 판타지, 모험 만화다.
2018년 4월 29일, TV 애니메이션 제작이 발표되었다.

## 소개
성력원년 35년 전, 세계가 경악의 소용돌이에 떨어진 해... 드넓은 태평양 한가운데에 기적이 나타났다. 갑자기 나타난 신대륙, 혼란속에 나타난 이 대륙은 훗날 성주 마그멜이라고 불리게 된다. 전대미문의 자연경관, 상식을 벗어난 새로운 생물종, 그리고 세계를 뒤흠들 귀중한 광물자원. 모든것이 신비하고 무한한 가능성을 지닌 신대륙! 인류는 열광했고, 세상은 다시 탐험가들 시대로 돌입한다. 마그멜에 있는 수색구조 전문가, 사람들은 그들을 습인자라고 부른다.

### 추가 출처
1. ↑  “第年秒「群青のマグメル」TVアニメ化！突如出現した新大陸舞台のファンタジー”. 《나탈리]》. 2018년 4월 29일. 2018년 4월 29일에 원본 문서에서 보존된 문서. 2018년 4월 30일에 확인함.